# 伊藤綾美
伊藤 綾美（いとう あやみ、1991年11月30日 - ）は、日本のタレント、女優、元子役。兵庫県神戸市出身。2010年ごろから2013年までクリアファースト所属、2017年から2019年までイリア・モデルエージェンシーに所属。現在はフリーランスモデルとして活躍をしている。

## 人物
- 子役から芸能活動を開始。学業と芸能活動を両立させている。
- 日本舞踊を嗜む。また、書道は六段の腕前である。
- 高校では演劇部に所属。
- 2010年4月、大学生となる。

## 経歴
- 2010年5月、アメーバブログ「aya美の☆桜花爛漫☆プロジェクト」開設。開設当初(同年5月7日)ランキング=デイリー3257803位、月間3912202位。現在のランキングは非表示(同年5月10日現在)。
- 「関西タレントナビ」のブログを2009年7月に開設、12月以降ランキングトップを維持していたが、アメーバブログ開設を機に更新停止。最終更新日5/7。
- 2010年4月28日から、ラジオ大阪「ラジオでんでんタウン」5代目女性パーソナリティオーディション参加中。オーディション方法は、アメーバブログを活用した公開オーディション。オーディション参加メンバーは伊藤綾美、稲実栞、小塚麻央、咲木みゆき、篠山あかり、丸山智英子。
- 2010年4月、レギュラー出演中のテレビ『あほやねん!すきやねん!』番組内3人組ユニット「もっキラーズ☆」活動開始。メンバーは伊藤綾美、入矢麻衣、石神澪。
- 2010年3月、3人組ユニット「Petit☆Veil(プチベール)」活動開始。3月28日初ライブ。メンバーは伊藤綾美、中西亜結、長谷川里紗。
- 2010年10月、M-1グランプリ2010に「もっキラーズ☆」として出場。一回戦で敗退。
- 2013年7月にブログで引退を発表し、8月10日に卒業ライブを行った。ただし、その後も芸能活動への意欲を語っており、散発的にはイベントへ出演することがあったが（2014年2月16日の諏訪山稲荷神社「初午祭」など）、2017年5月よりイリア・モデルエージェンシーに所属し、現在に至る[2]。

## 出演

### テレビ
- 『あほやねん!すきやねん!』（NHK総合・大阪放送局制作、月 - 金曜 17:10 - 17:57）
- 『あほやねん!すきやねん! 情熱満開Gun!Gun!Live!!』（NHK総合、大阪放送局制作、2010年5月5日 0:15〜1:25)
- 『連続テレビ小説「ウェルかめ」』（NHK総合、第十九週「そこに、夢がある」第111回 (2010年2月10日):女子高校生役）
- 『歴史秘話ヒストリア』（NHK総合、第9回 ヨコハマ・ドリーム-よみがえる明治ロマンの港町 (2009年6月3日) :おはな役）
- 『浪花の華〜緒方洪庵事件帳〜』（NHK）
- 『USJファン!』（毎日放送）

### ライブ
- 2010年5月4日(火・祝)「『Jump！vol.3』in　日本橋platz」 Petit☆Veil(プチベール)　会場:日本橋plaz
- 2010年5月1日(土)  「あほやねん！すきやねん！情熱満開　Gun！Gun！Live！！」 “3人娘がレビューに挑戦”

OSK日本歌劇団のメンバーは、高世麻央、朝香櫻子、珂逢こころ、蒼音淳、鈴峯ゆい、悠浦あやと、愛瀬光、香月蓮、愛奈かれん、舞美りら。
会場:NHK大阪ホール
- 2010年4月10日(土)　「B.U.G -bring up girls vol.15」　Petit☆Veil(プチベール)　会場:club vijon
- 2010年3月28日(日)　「ナニワで？！ライブ☆カフェ　vol.34」　Petit☆Veil(プチベール)　会場:club MERCURY
- 2010年3月27日(土)　「kansai美少女アイドルスクエア卒業SP'09」　会場:雲州堂

### WEBドラマ
- 『四国電力WEBドラマ「ameとpeach」』:peach役（ame役:佐倉絵麻）

－ 挿入歌 「simply」 －　唄 カルテット
(四国電力HPでの公開は2009年11月末にて終了)

### インターネットラジオ
- 『日本橋サテライトスタジオ　私立日本橋高校放送部　第20回校外放送』

(2010年 2月14日 13:00〜14:00公開収録)  （日本橋プロジェクト）

### 舞台
- アリスインプロジェクト「アリスインデッドリースクール ビヨンド・OSAKA[3]」（2017年7月26日 - 30日、in→dependent theatre 2nd） - 青池和磨 役